# ليليان هيرست
ليليان هيرست (بالإنجليزية: Lillian Hurst) هي ممثلة أمريكية، ولدت في 13 أغسطس 1943 بسان خوان في بورتوريكو. بدأت مشوارها المهني سنة 1960.

## وصلات خارجية
- ليليان هيرست على موقع IMDb (الإنجليزية)
- ليليان هيرست على موقع ألو سيني (الفرنسية)
- ليليان هيرست على موقع أول موفي (الإنجليزية)
- ليليان هيرست على موقع قاعدة بيانات الفيلم (الإنجليزية)
- ليليان هيرست على موقع كينوبويسك (الروسية)